# Mach (Paquistão)
Mach é uma cidade do Paquistão localizada na província de Baluchistão.